# 美丽长眼柄蟹
美丽长眼柄蟹（学名：Ommatocarcinus pulcher）为长脚蟹科长眼柄蟹属的动物。分布于南非以及中国大陆的广东等地，主要栖息于海水。